# David Moyes
David William Moyes (sinh ngày 25 tháng 4 năm 1963) là một huấn luyện viên bóng đá chuyên nghiệp, bình luận viên bóng đá và cựu cầu thủ bóng đá người Scotland. Ông hiện là huấn luyện viên của câu lạc bộ Everton tại Premier League.
Moyes đã ra sân 540 lần ở các giải đấu vô địch quốc gia với tư cách là trung vệ khi còn là cầu thủ. Ông khởi đầu sự nghiệp cầu thủ với Celtic, nơi ông đã giành được chức vô địch quốc gia. Sau đó, ông đã chơi cho Cambridge United, Bristol City, Shrewsbury Town và Dunfermline Athletic trước khi kết thúc sự nghiệp cầu thủ của mình với Preston North End. Sau đó, ông làm huấn luyện viên tại Preston cho đến năm 2002. Trong suốt nhiệm kỳ của ông ở đó, ông đã giúp đội giành chức vô địch Division Two trong mùa giải 1999–2000 và lọt vào vòng chung kết play-off Division One mùa giải sau đó.
Vào tháng 3 năm 2002, Moyes đã thay thế Walter Smith làm huấn luyện viên của Everton. Dưới nhiệm kỳ đầu tiên của ông tại Everton, câu lạc bộ đã kết thúc chung cuộc vị trí thứ tư tại Premier League vào mùa giải 2004–05, kết quả chung cuộc cao nhất của đội kể từ năm 1988. Mùa giải tiếp theo, đội giành quyền vòng loại cho UEFA Champions League. Đó lần đầu tiên đội tham gia vào giải đấu danh giá nhất của UEFA dành cho các câu lạc bộ kể từ mùa giải 1970–71. Moyes cũng dẫn dắt Everton về đích ở vị trí á quân tại Cúp FA 2008–09, thành tích tốt nhất của đội tại giải đấu kể từ chức vô địch năm 1995. Everton liên tục kết thúc chung cuộc ở vị trí thứ năm và thứ tám tại giải đấu dưới thời Moyes. Cho đến thời điểm Moyes rời Everton, ông là huấn luyện viên hiện tại có thời gian cầm quyền lâu nhất tại giải đấu sau Sir Alex Ferguson và Arsène Wenger, với khoảng thời gian là 11 năm 3 tháng.
Moyes kế nhiệm Ferguson cho vị trí huấn luyện viên Manchester United vào tháng 6 năm 2013. Thế nhưng, ông đã bị sa thải sau 10 tháng tại vị khi câu lạc bộ kết thúc chung cuộc ở vị trí thứ bảy tại Ngoại hạng Anh vào tháng 4 năm 2014 và không đủ điều kiện tham dự đấu trường châu Âu. Moyes được bổ nhiệm làm huấn luyện viên trưởng của câu lạc bộ Tây Ban Nha Real Sociedad vào tháng 11 năm 2014 nhưng một lần nữa bị sa thải sau chưa đầy một năm cầm quân. Vào tháng 7 năm 2016, ông thay thế Sam Allardyce làm huấn luyện viên của Sunderland nhưng đã từ chức cuối mùa giải 2016–17 sau khi câu lạc bộ xuống hạng EFL Championship.
Moyes được bổ nhiệm làm huấn luyện viên trưởng của West Ham United vào tháng 11 năm 2017 và đã đưa câu lạc bộ thoát khỏi khu vực xuống hạng để giành vị trí thứ 13. Ông đã rời đi vào cuối mùa giải khi hợp đồng của ông không được gia hạn. Ông được bổ nhiệm làm việc tại West Ham United lần thứ hai vào tháng 12 năm 2019 sau khi Manuel Pellegrini bị sa thải. Trong nhiệm kỳ thứ hai của mình, West Ham đã đạt được hai lần liên tiếp lọt vào top bảy tại Premier League và giành chiến thắng tại UEFA Europa Conference League 2022–23 sau khi đánh bại Fiorentina trong trận chung kết để giành được danh hiệu lớn đầu tiên của câu lạc bộ sau 43 năm. Moyes rời West Ham United vào năm 2024 và trở lại Everton vào năm 2025.

## Thiếu thời
Moyes sinh ra và lớn lên ở khu vực Thornwood của Glasgow trước khi gia đình ông chuyển đến thị trấn Bearsden gần đó. Cha ông, David Moyes Sr., là một cựu tuyển trạch viên tại Everton và cựu huấn luyện viên Drumchapel Amateurs, nơi Moyes bắt đầu sự nghiệp của mình. Mẹ của Moyes, Joan, đến từ Portrus, Bắc Ireland, và làm việc tại các cửa hàng quần áo ở Glasgow.

## Sự nghiệp huấn luyện viên

### Quay trở lại Everton
Vào ngày 11 tháng 1 năm 2025, Moyes trở lại Everton theo hợp đồng có thời hạn hai năm rưỡi và thay thế huấn luyện viên trước đó là Sean Dyche, người đã bị sa thải vài ngày trước đó.

## Bình luận viên bóng đá
Trong Giải vô địch bóng đá thế giới 2010 tại Nam Phi, Moyes đã bình luận một số trận đấu được chọn cho BBC Radio 5 Live. Vào tháng 5 năm 2024, Talksport công bố Moyes là một trong những thành viên trong nhóm phát sóng của họ đưa tin về Euro 2024 vào tháng 6 và tháng 7 năm 2024. Ông là thành viên của nhóm bình luận viên của BBC tại Euro 2024.

## Đời tư
Moyes là một tín hữu Kitô giáo ngoan đạo và thường thảo luận về tôn giáo với Alan Comfort và Graham Daniels mặc dù ông không thường xuyên nói về đức tin của mình trong các cuộc phỏng vấn.
Moyes là người ủng hộ Công đảng. Vào năm 2010, ông đã ủng hộ Andy Burnham làm lãnh đạo trong cuộc bầu cử lãnh đạo Cộng đảng. Trong cuộc trưng cầu dân ý về độc lập của Scotland năm 2014, ông là người ủng hộ chiến dịch Better Together phản đối nền độc lập của Scotland.
Vào tháng 4 năm 2021, Moyes đã lên tiếng ủng hộ việc sáp nhập các giải bóng đá Anh và Scotland và mở rộng Premier League thành hai hạng đấu.
Moyes được trao Huân chương Đế quốc Anh (OBE) trong lễ trao huân chương năm mới 2025 vì những đóng góp cho bóng đá.

## Thống kê sự nghiệp huấn luyện viên
Tính đến 15 tháng 1 năm 2025
| Đội               | Từ                   | Đến                 | Thống kê | Thống kê | Thống kê | Thống kê | Thống kê |
| Đội               | Từ                   | Đến                 | Trận     | T        | H        | B        | % thắng  |
| ----------------- | -------------------- | ------------------- | -------- | -------- | -------- | -------- | -------- |
| Preston North End | 12 tháng 1 năm 1998  | 14 tháng 3 năm 2002 | 234      | 112      | 60       | 62       | 047,86   |
| Everton           | 14 tháng 3 năm 2002  | 30 tháng 6 năm 2013 | 518      | 218      | 139      | 161      | 042,08   |
| Manchester United | 1 tháng 7 năm 2013   | 22 tháng 4 năm 2014 | 51       | 27       | 9        | 15       | 052,94   |
| Real Sociedad     | 10 tháng 11 năm 2014 | 9 tháng 11 năm 2015 | 42       | 12       | 15       | 15       | 028,57   |
| Sunderland        | 23 tháng 7 năm 2016  | 22 tháng 5 năm 2017 | 43       | 8        | 7        | 28       | 018,60   |
| West Ham United   | 7 tháng 11 năm 2017  | 13 tháng 5 năm 2018 | 31       | 9        | 10       | 12       | 029,03   |
| West Ham United   | 29 tháng 12 năm 2019 | 19 tháng 5 năm 2024 | 231      | 103      | 45       | 83       | 044,59   |
| Everton           | 11 tháng 1 năm 2025  | nay                 | 0        | 0        | 0        | 0        | —        |
| Tổng cộng         | Tổng cộng            | Tổng cộng           | 1.150    | 489      | 285      | 376      | 042,52   |